# 環境資訊中心
環境資訊中心（英文：Environmental Information Center），簡稱EIC。是由財團法人自然保育與環境資訊基金會（原「社團法人台灣環境資訊協會」）成立的非營利網路媒體，自2000年起，致力於提供全面的環境報導。

## 簡介
環境資訊中心起源於「社團法人台灣環境資訊協會」2000年4月17日以來每日發行的《環境資訊電子報》服務。
報導內容有來自台灣、中國及世界各地的環境新聞，還有生物多樣性、氣候變遷、能源轉型、土地利用、污染治理等多項深入的議題報導。

## 媒體得獎紀錄
| 年份 | 獎項                                          | 類別                            | 獎別         | 得獎作品                                    |
| ---- | --------------------------------------------- | ------------------------------- | ------------ | ------------------------------------------- |
| 2025 | 金鼎獎 第49屆                                 | 數位出版類 數位內容獎           | 入圍         | 《台北—東京，我推的防災生活》               |
| 2023 | 卓越新聞獎                                    | 平面及網路（文字）類 解釋報導獎 | 入圍         | 擱淺118——打開海龜急診室                     |
| 2021 | 全球華文永續報導奬                            | 專業組 平面類                   | 入圍         | 小光電怎麼了？                              |
| 2020 | 第46屆 曾虛白先生新聞獎暨台達能源與氣候特別獎 | 新媒體類                        | 獲獎         | 救贖還是浩劫？離岸風電時代的生態備忘錄      |
|      | 全球華文永續報導奬                            | 專業組 融媒體類                 | 優等、人氣獎 | （與TVBS合作）聽見非洲的聲音 肯亞生態永續路 |
| 2019 | 全球華文永續報導奬                            | 專業組 融媒體類                 | 優等、人氣獎 | （與TVBS合作）前進帛琉 島嶼永續的挑戰       |
| 2016 | 金鼎獎 第40屆                                 | 圖書類出版獎：政府出版品獎      | 獲獎         | 生物多樣性 4 綠色經濟幸福學                 |
|      | 陸委會兩岸新聞報導獎 第20屆                   | 非影音新聞報導獎                | 優勝         | 中國公益/環保趨勢觀察與兩岸資本流動         |
|      | 陸委會兩岸新聞報導獎 第20屆                   | 非影音新聞報導獎                | 佳作         | 兩岸環境交流——從水之源看水資源              |
| 2015 | 陸委會兩岸新聞報導獎 第19屆                   | 非影音新聞報導獎                | 佳作         | 中國環境調查系列報導                        |
| 2013 | 綠芽獎 第一屆 政府出版品                      | 圖書類 成人組                   | 佳作         | 賞蛙趣、潮汐的呼叫                          |
|      | 陸委會兩岸新聞報導獎 第17屆                   | 非影音新聞報導獎                | 佳作         | 黃河溯源記 黃河源水資源考察                 |
| 2011 | 陸委會兩岸新聞報導獎 第15屆                   | 非影音新聞報導獎                | 優勝         | 為「河」而戰 長三角水資源議題               |
|      | 雲豹新聞獎 第2屆                              | 網路媒體類文字報導獎            | 獲獎         | 「下星期一就動工！」基翬海岸開發系列報導    |
| 2010 | 陸委會兩岸新聞報導獎 第14屆                   | 非影音新聞報導獎                | 佳作         | 2009兩岸環保與永續發展論壇                  |
| 2009 | 第3屆 社會公器獎                              |                                 | 獲獎         |                                             |
|      | 陸委會兩岸新聞報導獎 第13屆                   | 非影音新聞報導獎                | 優勝         | 2008兩岸環保與永續發展交流                  |
| 2007 | 全球華文部落格大獎 第3屆                      | 訊息／觀點類                    | 首獎         |                                             |
|      | 網際營活獎優質網站                            |                                 | 首獎         |                                             |
| 2002 | 福特保育暨環保獎 第3屆                        |                                 | 優選         | 環境資訊年鑑                                |
|      | 天下雜誌評選                                  |                                 |              | 全球兩百個教育好站                          |